# کانلاسی
کانلاسی (نام علمی: Canellaceae) نام یک تیره از راسته مگنولیان کانلال است.